# 서피스 프로 3
마이크로소프트 서피스 프로 3(영어: Surface Pro 3)는 마이크로소프트에서 발표한 윈도우 8.1 태블릿이다.
2014년 5월 12일 발표되고 대한민국을 포함한 일부 국가는 2014년 6월 20일, 전세계 8월 26일 발매되었다.

## 기기
스테레오 스피커가 양쪽 모서리 상단에 탑재되어 있다. 오른쪽에 윈도우 시작 (홈) 버튼이 배치되어 있으며 상단에는 500만 화소의 전면카메라가 있다. 뒤쪽에는 오토포커스를 지원하는 500 만 화소의 카메라를 탑재했으며, 뒤쪽 하단 중앙에 Surface 로고가 있다. 3.5mm 이어폰 단자. 볼륨버튼, USB 포트, 미니 디스플레이 포트, 그리고 충전 단자 등을 갖고 있다.
킥스탠드는 22도에서 150도까지 자유롭게 각도 조절이 가능해졌다. 타이핑 커버는 상단을 살짝 접어서 자석으로 고정할 수 있게 되었다. 이와 같은 변화로 무릎 위에서 사용하기 보다 편리해졌다고 주장한다.

## 디스플레이
12 인치의 클리어타입 풀 HD PLUS IPS LCD을 장착하였다. 서피스 프로 1, 2 세대에서 사용된 16:9 비율의 1920 * 1080 해상도와는 달리 3:2 비율의 2160 * 1440 해상도가 탑재되었다. 이는 A4 용지에서 사용되는 1:1.414와 보다 가까운 비율로 마이크로소프트는 문서 등을 세로로 돌려 보기에 편하다고 주장한다. 16:9의 와이드 동영상을 볼 때 레터박스가 생기는 단점이 있다.

## 운영체제
서피스 프로 3의 운영체제는 출시 직후부터 윈도우 10 출시 전까지 윈도우 8.1이었고, 윈도우 10이 나온 시점에서부터는 윈도우 10을 사용한다.